# Cordyline banksii
Cordyline banksii (Engels: forest cabbage tree, Maori: tī ngahere) is een soort uit de aspergefamilie (Asparagaceae). De soortaanduiding banksii verwijst naar de 18e-eeuwse botanicus Joseph Banks.
Het is een palmachtige kleine boom met meerdere rechtopstaande takken en lange smalle puntige bladeren die taps toelopen tot een lange bladsteel, die dan weer breder wordt om de stengel te omsluiten. De bladeren zijn 1 tot 2 meter lang en 4 tot 8 centimeter breed. Dode bladeren hangen neer naar beneden. De bloemen zijn wit en aangenaam geurend. De bolvormige kleine vruchtjes hebben een diameter tot 5 millimeter en zijn wit, blauwachtig wit of blauw.
De soort komt voor in Nieuw-Zeeland. De soort komt op het gehele Noordereiland voor. Op het Zuidereiland komt de soort voor in het westelijke gedeelte, wat zich zuidwaarts uitstrekt tot aan de plaats Haast.
De boom groeit meestal in kust-, laagland- en lagere bergbossen. Af en toe komt de soort ook voor in de hogere delen tot in sub-alpiene habitats toe op het Zuidereiland. De boom komt voor in gebieden met struikgewas waar ook de soort Cordyline pumilio voorkomt.

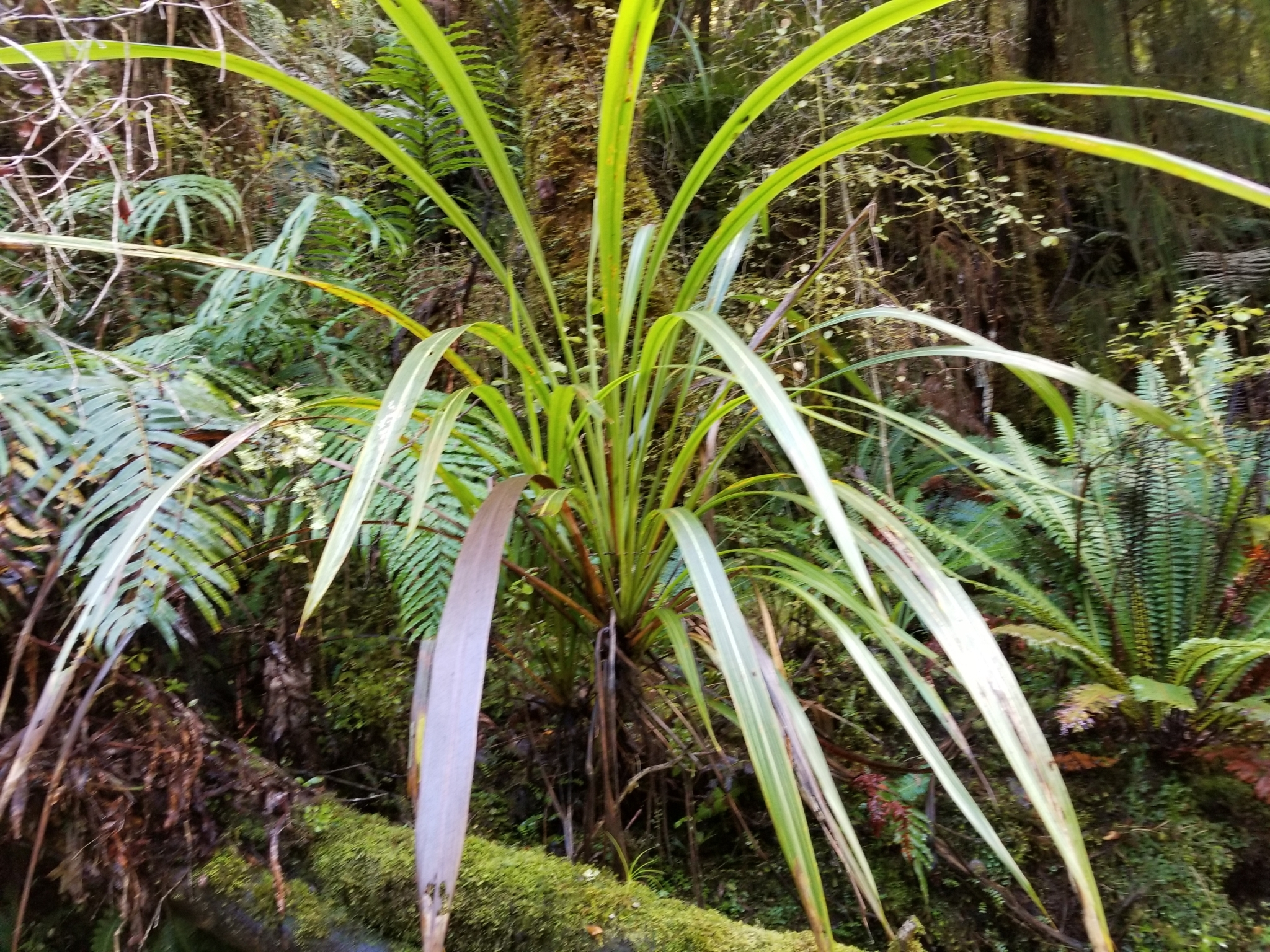
Bladeren
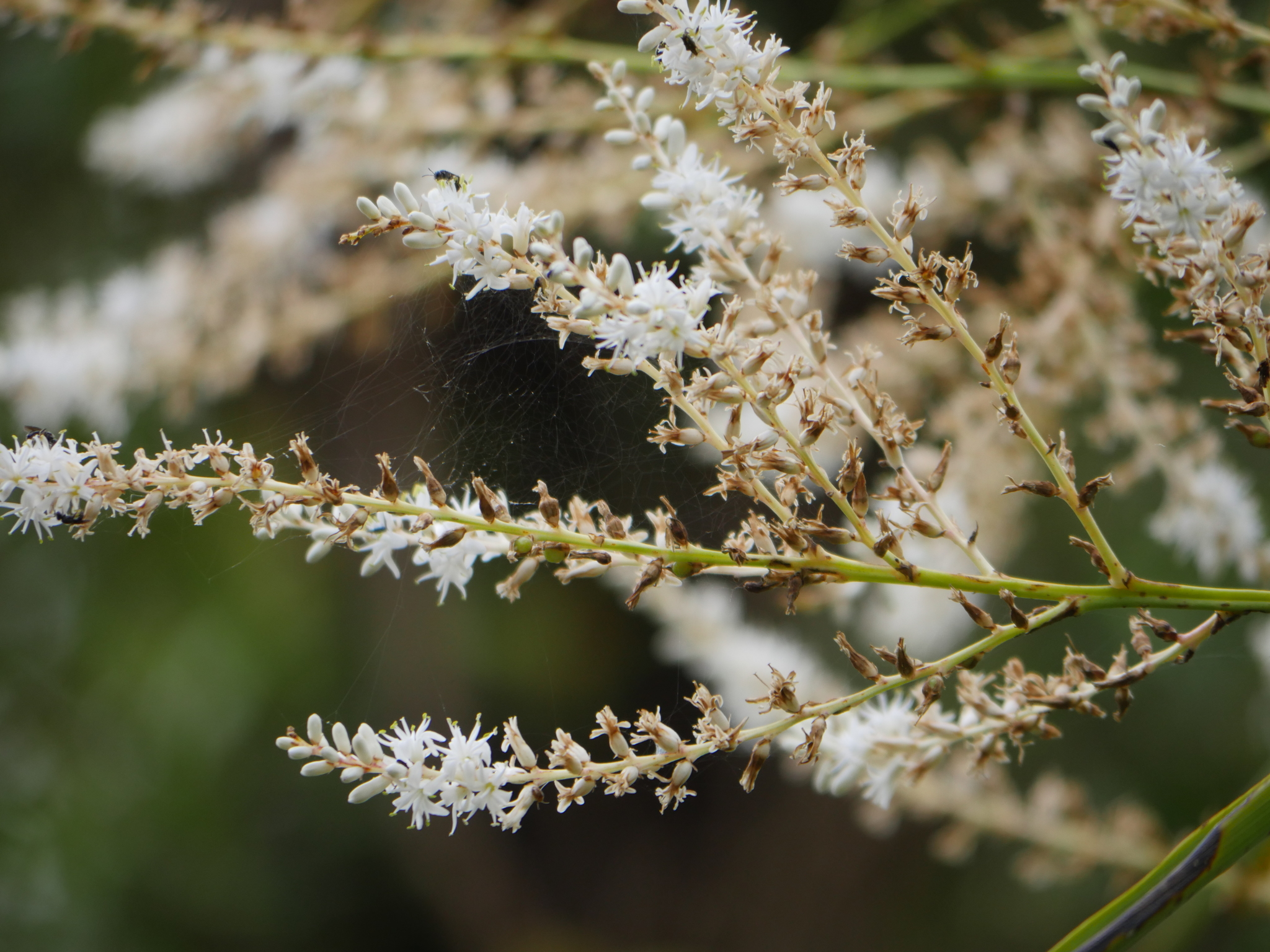
Bloemen
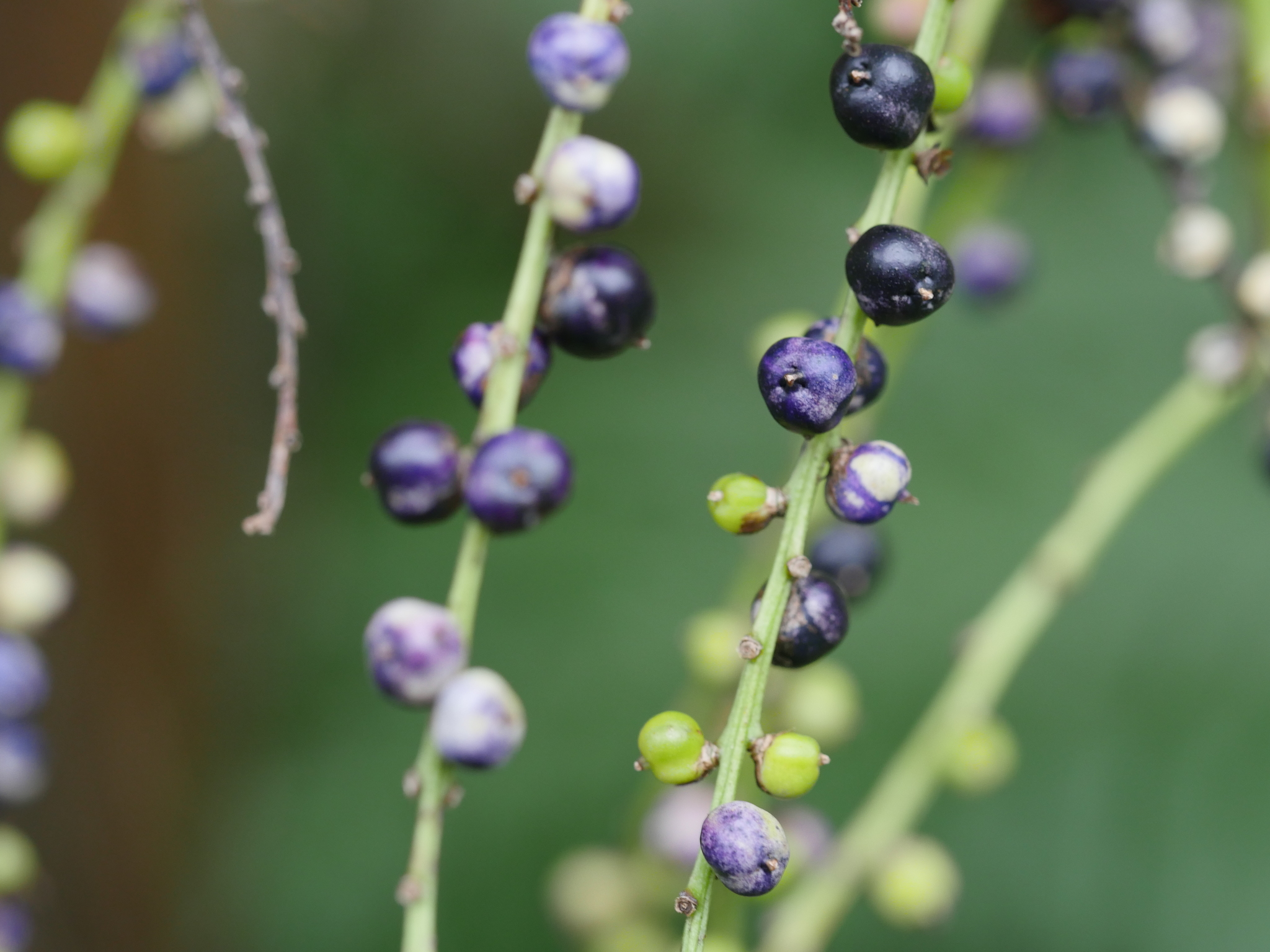
Vruchtjes